# Alexander Sergejewitsch Zipko
Alexander Sergejewitsch Zipko (russisch Александр Сергеевич Ципко; geboren am 15. August 1941 in Odessa, Ukrainische SSR, Sowjetunion) ist ein russischer Sozialphilosoph, Politikwissenschaftler und ehemaliger Regierungsberater. 
Zipko ist leitender Forscher am Wirtschaftsinstitut der Russischen Akademie der Wissenschaften.

## Werdegang
Zipko wurde im August 1941 geboren. Um seine Geburtsstadt wurde in jener Zeit gekämpft. Die Schlacht um Odessa endete im Oktober desselben Jahres mit der Einnahme der Stadt durch Truppen des Königreichs Rumänien und der Wehrmacht. Somit wuchs Zipko in den ersten Jahren seines Lebens unter rumänischer Verwaltung auf. Als Odessa wieder unter sowjetische Verwaltung fiel, kam sein Vater für 10 Jahre ins Gefängnis.
Seinen Militärdienst in der UdSSR leistete er in der Sowjetarmee beim Militärnachrichtendienst GRU.
1968 schloss er ein Studium an der Philosophischen Fakultät der Lomonossow-Universität Moskau ab.
Von 1965 bis 1967 arbeitete er für die Zeitung Komsomolskaja Prawda und saß von 1967 bis 1970 im Zentralkomitee des Komsomol. 
1971 dissertierte er mit seiner Doktorarbeit über „Methodologische Probleme der Untersuchung des Kriteriums des sozialen Fortschritts einer sozialistischen Gesellschaft“.
Von 1978 bis 1980 war er außerordentlicher Professor am Institut für Philosophie und Soziologie der Polnischen Akademie der Wissenschaften. 1980 erhielt er in der Volksrepublik Polen den Ph.D. 
1985 schrieb er über „Philosophische Voraussetzungen für die Entstehung und Entwicklung der Lehren von Karl Marx über die erste Phase der kommunistischen Formation“ (Dialektischer und historischer Materialismus).
Von 1986 bis 1990 war er Berater der Abteilung für sozialistische Länder des Zentralkomitees der KPdSU. 1988–1990 war Zipko stellvertretender Sekretär des Zentralkomitees der KPdSU unter Alexander Jakowlew. In dieser Zeit änderten sich seine Ansichten ins Gegenteil und er wurde Kritiker des Stalinismus.
Während der Perestroika war Zipko Mitglied des außenpolitischen Teams des Staatspräsidenten der Sowjetunion, Michail Gorbatschow.
Ab Januar 1992 war er an der Gründung der Gorbatschow-Stiftung beteiligt und leitete die wissenschaftlichen Programme der Stiftung.
Von 1992 bis 1993 war er Gastprofessor an der Universität Hokkaido, von 1995 bis 1996 Gastprofessor am Woodrow Wilson Center in den USA.
Nach der Zeit Gorbatschows arbeitete Zipko auf Bitten des Moskauer Oberbürgermeisters Juri Luschkow an einem Konzept für eine neue Herrschaftsordnung in Russland (als Konzept der vertikalen Macht bezeichnet) mit, um die noch vorherrschende Konzepte aus der Zeit der Sowjetunion bzw. nach eigenen Worten das „Chaos der Neunzigerjahre“ zu überwinden. Das Konzept der vertikalen Macht diente dem späteren russischen Staatspräsidenten Wladimir Putin als Blaupause für die Art seines Regierungshandelns. Zipko erklärte diesbezüglich später, dass sie beim Entwerfen des Konzepts nicht verstanden haben, dass dieses einmal später die Russische Föderation „in die Sowjetzeit zurückführt und die Machthaber eines Tages tun würden, was sie wollen“.
Zipko gründete im Jahr 2006 eine Stiftung, die sich für die Rückkehr historischer Traditionen, moralischer Werte und Namen einsetzt, die vor der Sowjetunion existierten und dann abgelehnt oder verboten wurden.

## Wissenschaftliche Arbeiten

### Monographien
- Optimismus-Geschichte. Young Guard, 1974. - 192 S. — 50.000 Exemplare.
- Die Idee des Sozialismus: Meilensteinbiographie. - : Young Guard, 1976. - 272 S. — 50.000 Exemplare.
- Sozialismus: Das Leben der Gesellschaft und des Menschen. Junge Garde, 1980.
- Einige philosophische Aspekte der Theorie des Sozialismus. - Science, 1983. * Dialektik der Perestroika. - , 1989.
- Gewaltlügen oder wie der Geist verloren ging. Young Guard, 1990. - 272 S. — 100.000 Exemplare.
- „Ist der Stalinismus wirklich tot?“ (Ist der Stalinismus tot?) Hazpez. San Francisco, 1990.
- Abschied vom Kommunismus. – Tokio, 1993.
- Angst eines Slawen. 1997.
- Es ist Zeit, Russland den Russen anzuvertrauen: Kritik am nationalen Nihilismus der russischen Liberalen: Sa. Artikel. - , 2003.
- Russische Apathie. Hat Russland eine Zukunft: Sa. Artikel. - , 2017.

### Artikel
- Die Ursprünge des Stalinismus // In Wissenschaft und Leben. - 1988. - Nr. 11, 12; 1989. - Nr. 1, 2.
- Auf Zonen, die dem Nachdenken verschlossen sind // Schweres Drama der Menschen. - 1989.
- Sind unsere Grundsätze gut? // In Neue Welt. - 1990. - Nr. 4.
- Widersprüche des Marxismus // In Durch Dornen. - 1990. * Brauchen Sie ein neues Experiment? // Motherland. - 1990. - Nr. 2, 3.